# Amorphophallus titanum
Amorphophallus titanum (аморфофалюс велетенський) (з латини його назва перекладається як «гігантський аморфний / деформований пеніс») належить до родини ароїдних. Його батьківщиною вважається острів Суматра в Індонезії. Відкрив аморфофалюс велетенський італійський ботанік Одоардо Беккарі (Odoardo Beccari) в 1878 році на острові Суматра. Дослідження рослини проводили у ботанічному саду Боннського університету.

## Будова
Рослина має велику підземну бульбу — до 117 кг. Одна бульба продукує один листок, який може досягати розмірів невеличкого дерева. Черешок листка у деяких випадках виростає на 3 метри у висоту. Округлі білі мітки на черешках нагадують плями лишаїв на корі дерев. Це феноменальний випадок мімікрії, коли трав'яниста рослина імітує кору, щоб скидатися на дерево, і, очевидно, використовує це, як захисний засіб проти травоїдних тварин. Листок галузиться і розділяється мінімум на три гілки. Діаметр листка досягає 5,2 метрів і покриває площу 22 кв.м.
Суцвіття гігантських розмірів. Воно складається з покривала у формі труби та качана, на якому розміщуються чоловічі та жіночі квітки. Квітки знаходяться одна над одною і розцвітають у різний час.

## Життєвий цикл
Рослина впадає у тривалі періоди спокою (сплячку) у бульбі під землею. Коли прокидається — викидає назовні один велетенський листок. Листок зав'ядає через деякий час (від 9 до 24 місяців). Молоді рослини в'януть після 6-ти місяців. За період вегетації бульба збільшується удвічі. Після досягнення бульбою ваги у 15 кілограм рослина стає спроможною випускати назовні суцвіття. Під час цвітіння бульба втрачає свою вагу (близько 20 %). Тривалість життя рослини складає сорок років, проте цвіте вона за цей час три або чотири рази. Покривало суцвіття розкривається після обіду і у першу ніч зацвітають жіночі квітки. Під ранок покривало закривається, але не до кінця. На другу ніч зацвітають чоловічі квітки і продукують велику кількість жовтого пилку. Після другої ночі покривало повністю закривається. Запах величезних квіток аморфофаллюса (висота їх може сягати чотирьох метрів) вважається одним із найнеприємніших у світі. Його порівнюють із запахом мертвечини, тухлої риби або несвіжих яєць, але цей запах приваблює комах, які запилюють рослину. Запилені жіночі квіти утворюють оранжеві ягоди.

## Поширення та середовище існування

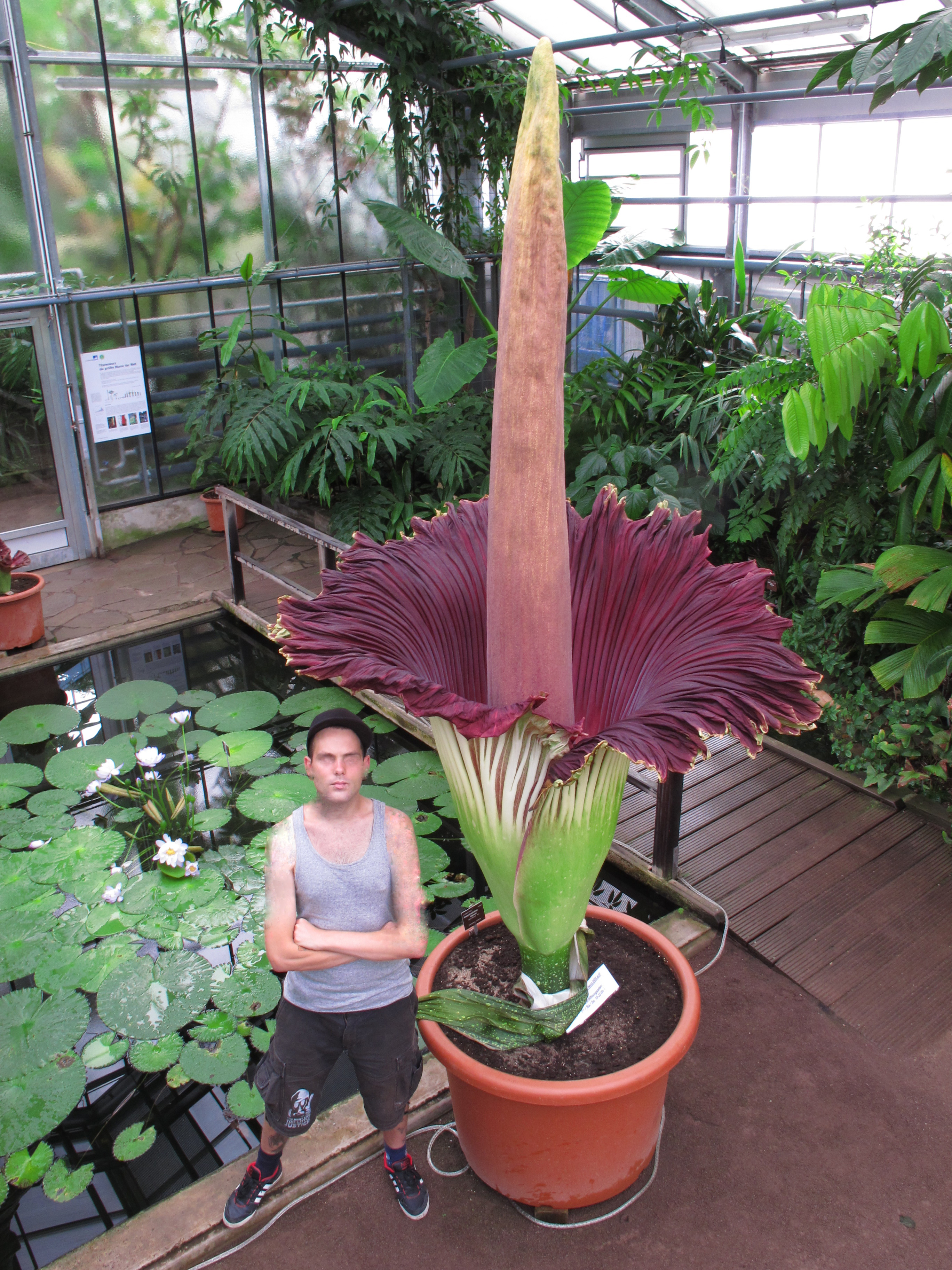
Amorphophallus titanum, світовий рекорд 3,2 м заввишки, ботанічний сад Боннського університету, 21 червня 2013 року, photo © W. Barthlott

У природних умовах росте на території 300 × 100 кілометрів західних схилів гір Барисан у західній Суматрі, Індонезія. Це джунглі на висоті 1200 м. Вирощують у ботанічних садах.

## Цікаві факти
- У Королівському ботанічному саду Единбурга намалювали ботанічну ілюстрацію Amorphophallus titanum у реальних розмірах.[7]
- Хоча найбільшою квіткою на планеті вважають Rafflesia arnoldii, Amorphophallus titanum інколи приписують цей титул. В оману вводить те, що рослина у період цвітіння схожа на одну квітку, проте технічно, це суцвіття, що складається з багатьох маленьких квіток. Насправді ж, Amorphophallus titanum має найбільше не гіллясте суцвіття.[8]
- Як і в рафлезії у цієї квітки поганий запах. Її також називають: «трупна квітка», «лілія вуду» і «зміїна пальма»[5].
- За все своє тривале життя (близько сорока років), вона цвіте всього кілька разів[5].